# Агаєв Руфат Агабаба-огли
Руфат Агабаба огли Агаєв (13 лютого 1945, місто Баку, тепер Азербайджан — ?) — азербайджанський радянський діяч, 1-й секретар Бакинського міського комітету КП Азербайджану. Народний депутат Азербайджанської РСР. Член ЦК КПРС у 1990—1991 роках.

## Життєпис
У 1967 році закінчив Азербайджанський інститут нафти та хімії.
У 1967—1969 роках — помічник майстра цеху, інженер патентного бюро Бакинського електромашинобудівного заводу.
У 1969—1970 роках — інженер відділу Держстандарту СРСР.
Член КПРС з 1970 року.
З 1970 по 1972 рік служив у Радянській армії.
У 1972—1974 роках — старший інженер, керівник групи відділу Держстандарту СРСР.
У 1974—1975 роках — заступник головного інженера Бакинського агрегатного виробничо-конструкторського об'єднання.
У 1975—1976 роках — головний інженер, у 1976—1978 роках — директор Сумгаїтського заводу компресорів Азербайджанської РСР.
У 1978—1989 роках — генеральний директор виробничого об'єднання «Бакелектропобутприлад» у місті Баку Азербайджанської РСР.
У 1989 — лютому 1990 року — голова Азербайджанської республіканської ради профспілок.
У лютому 1990 — 1991 року — 1-й секретар Бакинського міського комітету КП Азербайджану. Одночасно в 1990—1991 роках — голова Бакинської міської ради народних депутатів.
Потім займався бізнесом у місті Баку. Подальша доля невідома.